# Goccia fredda

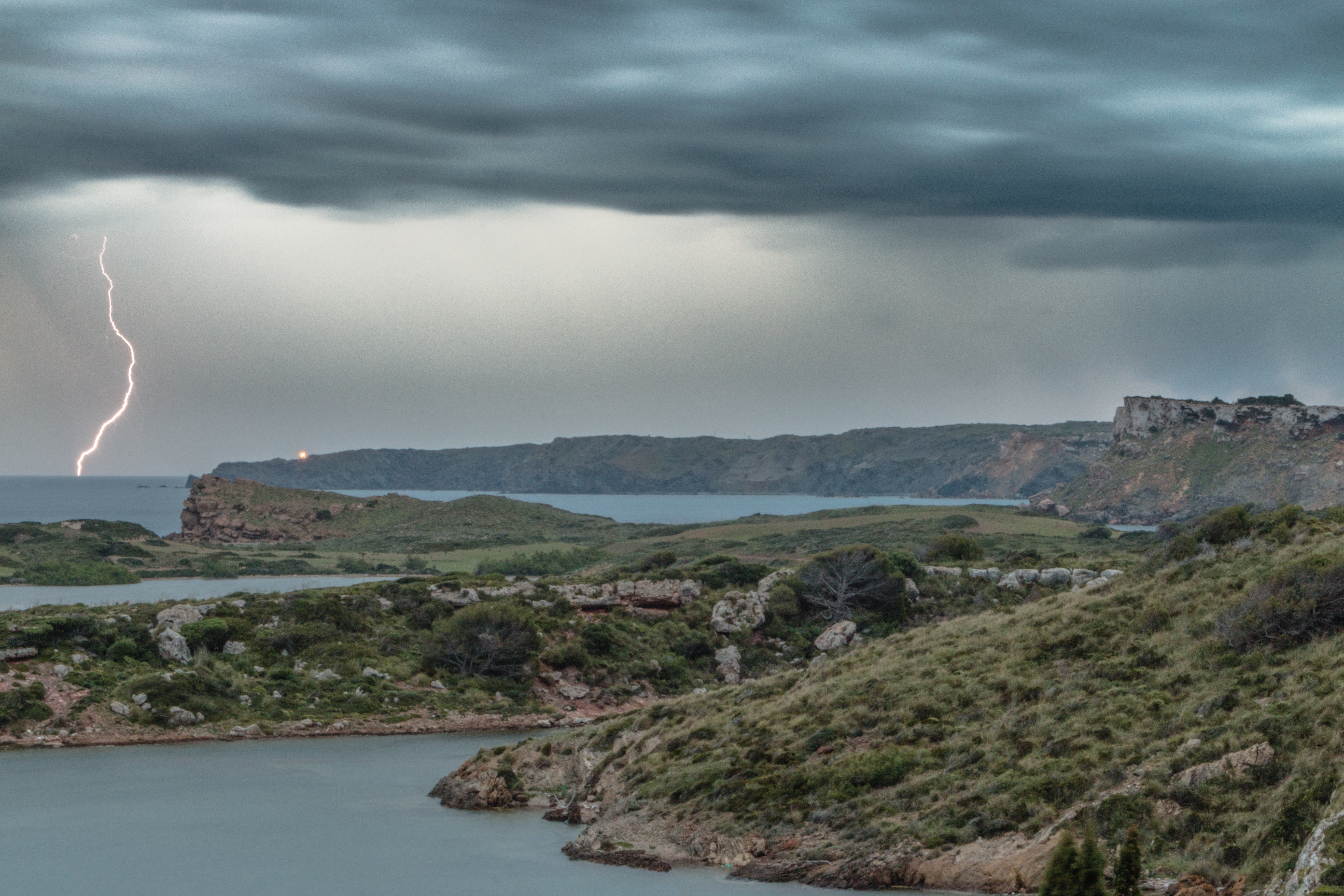
Tempesta vicino a Minorca

La goccia fredda (in basco tanta hotz, in catalano gota freda, in francese goutte froide, in spagnolo e galiziano gota fría) o dana (acronimo di Depresión Aislada en Niveles Altos, "depressione isolata ad alta quota") è un fenomeno meteorologico che colpisce il Mediterraneo occidentale solitamente all'inizio dell'autunno e della primavera. 

## Descrizione
Il fenomeno colpisce in particolare la costa orientale spagnola al largo delle isole Baleari, anche se i suoi effetti si possono sentire anche nelle zone più interne. 
In generale, la goccia fredda è il risultato di un fronte di aria polare fredda (corrente a getto) che si muove lentamente sull'Europa occidentale in alta quota (di solito 5-9 km) e che, quando si scontra con l'aria più calda e umida del Mar Mediterraneo, genera forti tempeste.
In meteorologia con goccia fredda si designa un volume limitato di aria fredda negli strati superiori dell'atmosfera, che in una carta meteorologica si rappresentano in maniera ruotata con isoterme chiuse. Detto fenomeno è visibile ugualmente nei pressi della Sierra Nevada di Santa Marta nella costa caraibica colombiana in Sud America, a causa dell'altezza del sistema montano litoraneo, le cui cime superano i 5000 m s.l.m. d'altezza.